# Hans Ost
Hans Ost (* 17. Oktober 1937 in Herne) ist ein deutscher Kunsthistoriker.

## Leben
Er studierte Kunstgeschichte, Archäologie, Philosophie und Literaturwissenschaften in München, Zürich und Bonn, wo er 1965 mit einer Dissertation über Einsiedler und Mönche in der deutschen Malerei des 19. Jahrhunderts promoviert wurde. Es folgten Assistenten- und Stipendiatenjahre in Tübingen, an der Bibliotheca Hertziana in Rom und in Bonn. 1972 wurde er in Bonn mit einer Arbeit zu Leonardo da Vinci habilitiert. 1973 wurde Ost Wissenschaftlicher Rat und Professor für Kunstgeschichte an der Eberhard Karls Universität Tübingen. Seit 1976 war er ordentlicher Professor an der Universität zu Köln. 2003 wurde er emeritiert.
Seine Forschungsschwerpunkte sind italienische und flämische Malerei der Neuzeit. Hans Ost wurde durch seine Veröffentlichung über die mutmaßliche Fälschung des Turiner Selbstporträts Leonardos bei einer breiteren Öffentlichkeit bekannt. Er gilt als renommierter Renaissance-Fälscher-Forscher.

## Publikationen und Werke
- Einsiedler und Mönche in der deutschen Malerei des 19. Jahrhunderts (= Bonner Beiträge zur Kunstwissenschaft. Band 11). Rheinland, Düsseldorf 1971 (= Dissertation Bonn 1965), ISBN 3-7927-0062-X.
- Ein Skizzenbuch Antonio Canovas (Einführung und Katalog von Hans Ost) (= Römische Forschungen der Bibliotheca Hertziana. Band 19). Wasmuth, Tübingen 1970, ISBN 3-8030-4550-9
- Leonardo-Studien. De Gruyter, Berlin 1975 (= Habilitationsschrift, Bonn 1972), ISBN 3-11-005727-1.
- Das Leonardo-Porträt in der Kgl. Bibliothek Turin und andere Fälschungen des Giuseppe Bossi. Mann, Berlin 1980, ISBN 3-7861-1299-1.
- Kunst und Kochkunst. L’Art Et La Table. Avanti, Neuenburg 1982.

- Falsche Frauen. Zur Flora im Berliner und zur Klytia im Britischen Museum. König, Berlin 1984, ISBN 3-88375-030-1.
- Lambert Sustris - Die Bildnisse Kaiser Karls V. in München und Wien. Buchhandlung Walther König, Köln 1985, ISBN 3-88375-045-X.
- Tizians Kasseler Kavalier. Ein Beitrag zum höfischen Porträt unter Karl V. Kunsthistorisches Institut der Universität Köln, Köln 1982 (books.google).
- Tizian-Studien. Böhlau, Köln u. a. 1992, ISBN 3-412-09891-4.
- Melodram und Malerei im 18. Jahrhundert. Anton Graffs Bildnis der Esther Charlotte Brandes als Ariadne auf Naxos. „Auf ewig verlassen …“. Theaterwissenschaftliche Sammlung der Universität zu Köln, Köln 2002, ISBN 3-931691-29-2, mit CD, gemeinsam mit Georg Benda und Peter Gülke, Musikproduktion Gabringhaus und Grimm, 2002.
- Malerei und Friedensdiplomatie. Peter Paul Rubens „Anbetung der Könige“ im Museo del Prado zu Madrid, Hanstein, Köln 2003, ISBN 3-9807147-4-8.
- Schillers Reliquien in Andenken Goethes. Friedrich von Schiller zum Gedächtnis am 200. Todestag – 10. Mai 2005. Hansein, Köln 2005, ISBN 3-9807147-6-4.
- Unbekannte Werke von Otto van Veen. In: Wallraf-Richartz-Jahrbuch. Band 68, 2007, 279–294.
- Das Komische an der Kunstwissenschaft. In: Roland Kanz (Hrsg.): Das Komische in der Kunst. Böhlau, Köln [u. a.] 2007, S. 4–25, ISBN 978-3-412-07206-3.
- Peter Paul Rubens’ Madonna mit dem Papagei. In: Wallraf-Richartz-Jahrbuch. Band 69, 2008, S. 229–256.
- Edeltrödel. Neues zu der Leonardo da Vinci oder seinem Umkreis zugeschriebenen „Flora“ des Bode-Museums in Berlin. arthistoricum.net. Heidelberg 2008 (Digitalisat bei Universitätsbibliothek Heidelberg).
- Ein Dankopfer des Peter Paul Rubens für seinen Arzt Johannes Faber. In: Sudhoffs Archiv. Band 93, 2009, Nr. 2, S. 223–229.